# Georges Charpentier

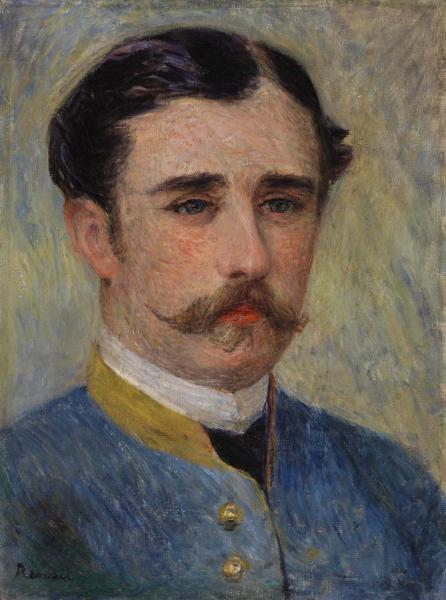
Pierre-Auguste Renoir, Portret van Georges Charpentier, 1879.

Georges Charpentier (Parijs, 22 december 1846 - Parijs, 15 november 1905) was een Franse uitgever  en kunstverzamelaar uit de 19e eeuw. Hij gaf werk uit van onder meer Zola, Flaubert en Maupassant. Georges en zijn vrouw Marguerite ontvingen schrijvers en schilders en hun salon werd het trefpunt voor de naturalisten en de impressionisten. Hij was een goot promotor van de impressionisten en nauw bevriend met Renoir die een portret schilderde van mevrouw Georges Charpentier en haar kinderen, nu in het Metropolitan Museum of Art in New York.

## Biografie
Georges was een zoon van Gervais Charpentier en Aspasie Justine Générelly. Na de scheiding van zijn ouders werd hij verder opgevoed door zijn moeder. Gervais Chapentier stierf in 1871. Enkele maanden na de dood van zijn vader trad Georges in het huwelijk met Marguerite Lemonnier, dochter van de juwelier Alexandre-Gabriel Lemonnier. Het paar kreeg vier kinderen: Georgette (1872–1945), Marcel Gustave (1874–1876), Paul (1875–1895) en Jeanne (1880–1940).

### Uitgeverij
Gervais Charpentier richtte in 1838 een uitgeverij op en lanceerde zijn Bibliothèque Charpentier die volgens de stichter de moderne klassiekers aan de literatuurgeschiedenis moest toevoegen. Hij hield zijn zoon ver weg van zijn zaken. Gervais, die twijfelde aan zijn vaderschap, liet het bedrijf niet na aan zijn zoon, maar die wist toch de leiding in handen te krijgen in 1872, na lange onderhandelingen met de familie. Datzelfde jaar tekende Émile Zola een contract met de jonge uitgever. Dankzij diens succes slaagde Georges Charpentier erin de slabakkende uitgeverij aan de gang te houden. Al zeer snel kwamen Gustave Flaubert, Edmond de Goncourt en Alphonse Daudet Zola vervoegen. De schrijvers en de uitgever wilden van het naturalisme een aanvaarde literaire stroming maken en schuwden daarbij geen schandaal. In 1877 publiceerde de uitgever L’Assommoir van Zola, La Fille Elisa van Goncourt en Le Nabab van Daudet, wat zijn reputatie van durvende uitgever bevestigde. Twee jaar later publiceerde hij Les Soirées de Médan met novelles van Joris-Karl Huysmans, Henry Céard, Guy de Maupassant, Léon Hennique, Paul Alexis en Émile Zola.
In 1879 werd La Vie Moderne opgericht, dat een tijdschrift wilde zijn voor de burgerij die in de Parijse actualiteit geïnteresseerd was. Het tijdschrift propageerde de moderne kunst maar was niet, zoals dikwijls gezegd wordt, uitsluitend een spreekbuis voor de impressionisten. Deze groep schilders kon wel tweemaal de lokalen van de uitgeverij gebruiken voor hun tentoonstellingen. De precaire financiële situatie van de uitgeverij werd er door de uitgave van La Vie Moderne niet beter op. In 1883 werd het afgevoerd en datzelfde jaar wordt de helft van het bedrijf verkocht aan Charles Marpon en Ernest Flammarion. Het jaar daarop bezaten ze al drie kwart van de aandelen. In 1890 was de schoonzoon van Marpon, Eugène Fasquelle, in bezit van 85% van de aandelen en werd de venootschap G. Charpentier et E. Fasquelle opgericht. Na de dood van zijn zoon Paul in 1895 trok Charpentier zich volledig uit de uitgeverij terug en verkocht het restant van zijn aandelen aan Eugène Fasquelle.

### Salon
Marguerite Lemonnier begon in 1875, nadat zij en haar man waren verhuisd naar de rue de Grenelle, een salon waar zij naast de literatoren waarvan de werken door haar man gepubliceerd werden, ook politici zoals Léon Gambetta, Jules Grévy en Georges Clemenceau ontving. Ook de avant-garde kunstschilders zoals Édouard Manet, Claude Monet, Edgar Degas, Pierre-Auguste Renoir, Alfred Sisley en Gustave Caillebotte waren graag geziene gasten, naast de componisten Emmanuel Chabrier, Camille Saint-Saëns en Jules Massenet en theatermensen zoals Yvette Guilbert, Jeanne Samary en Sarah Bernhardt.

### Verzameling
Vanaf het midden van de jaren 1870 begonnen de Charpentiers ook een weliswaar kleine maar belangrijke verzameling. Ze kochten werken van Pierre-Auguste Renoir en bestelden bij hem ook een aantal portreten waaronder het bekende "portret van mevrouw Georges Charpentier en haar kinderen". Daarnaast bezat Charpentier werken van Claude Monet en Alfred Sisley, die hij zoals Renoir ook financieel steunde. Hij kocht ook werk van Paul Cézanne, en Édouard Manet.